# Новоромановское
Новорома́новское — село  в Арзгирском районе (муниципальном округе) Ставропольского края России.

## Варианты названия
- Новая Романовка,
- Ново-Романовка,
- Ново-Романовское,
- Новоромановка[3].

## География
Расстояние до краевого центра: 191 км.
Расстояние до районного центра: 42 км.

## История
Основано 3 марта 1906 года в балке Курунта на переселенческом участке № 5 Мажарской дачи под названием
Нижнекурунтинское. Первоначально во вновь заведенном селе
Нижнекурунтинском (впоследствии Новоромановском) поселилось 8404 душ обоего пола. 3 марта 1906 года переименовано в Новоромановское.
Входило в Прасковейский, Святокрестовский, Благодарненский уезды.
На 1 марта 1966 года являлось административным центром Новоромановского сельсовета, в состав которого входили 2 населённых пункта: село Новоромановское и посёлок Степной:8.
До 16 марта 2020 года Новоромановское было административным центром упразднённого Новоромановского сельсовета.

## Население
| 1925 | 1989  | 2002  | 2010  | 2014  | 2021  |
| ---- | ----- | ----- | ----- | ----- | ----- |
| 4645 | ↘2354 | ↘1952 | ↘1717 | ↘1700 | ↘1231 |

По данным переписи 2002 года в национальной структуре населения преобладают русские (71 %).

## Инфраструктура
- Администрация муниципального образования Новоромановского сельсовета
- Центр культуры и досуга
- Пожарная часть № 54 ПАСС СК[16]
- Общественное открытое кладбище площадью 70363 м²[17]

## Образование
- Детский сад № 1
- Средняя общеобразовательная школа № 5

## Предприятия
- Общество с ограниченной ответственностью "АГРОФИРМА «РОДИНА» (73 работника, сельскохозяйственное производство)
- Общество с ограниченной ответственностью сельскохозяйственное предприятие «ОЛИМП» (15 работников, сельскохозяйственное производство)

## Транспорт
Автобусный маршрут «Арзгир — Довсун — Степной — Новоромановское»

## Люди, связанные с селом
- Яков Филиппович Гаркуша (1915, Новоромановское — 1977) — младший лейтенант Советской Армии, участник Великой Отечественной войны, Герой Советского Союза (1945)

## Памятники
- Братская могила советских воинов, умерших от ран, полученных в боях с немецко-фашистскими захватчиками. 1943—1945, 1965 года[18]
- 27 октября 2016 года, в рамках проекта «Вернуть достоинство» Российского еврейского конгресса и Центра «Холокост», в Новоромановском был открыт памятник жертвам Холокоста[19].